# Mario Lachat
Mario Louis Lachat (* 1959 in Lausanne) ist ein Schweizer Herz- und Gefässchirurg.

## Leben
Mario Lachat absolvierte sein Medizinstudium von 1981 bis 1986 an der Universität Lausanne. Während seiner Studienzeit assistierte Lachat in der Clinique Cecil in Lausanne den Gefässchirurgen Ninoslav Radovanovic und Vecerina Slobodan, die ihn zur Gefässchirurgie bzw. zur Chirurgie inspirierten. Nachdem Lachat 1987 am Universitätsspital Zürich als Assistenzarzt zu arbeiten begonnen hatte, wurde er besonders von seinem Chef, Marko Turina, und dessen Stellvertreter Ludwig Karl von Segesser gefördert und beeinflusst. Er begann seine chirurgische Ausbildung 1987 am Universitätsspital Zürich unter der Leitung Marko Turina und erlangte 1994 den Titel eines Facharztes FMH für Allgemeinchirurgie. 1998 folgte die Anerkennung als Facharzt für Herz-, Thorax- und Gefässchirurgie (FMH), 1999 die Anerkennung durch das europäische Board der Thorax- und Herz-, Gefässchirurgie (FETCS), 2001 die Anerkennung durch das europäische Board der Gefässchirurgen (FEBVS) und 2003 (nach der Gründung des Faches Gefässchirurgie in der Schweiz) schliesslich als Gefässchirurg (FMH).
2002 erhielt Lachat die Venia Legendi im Fach Herz- und Gefässchirurgie (Aortenaneurysma: offene oder endoluminale Therapie?). Von 2002 bis 2019 leitete er als Professor die Gefässchirurgie am Universitätsspital Zürich. Anschliessend liess er sich als selbständiger Chirurg in der Hirslandenklinik in Zürich nieder. Aktuell (Stand 2024) ist er Co-Chefarzt sowie Direktor der Forschungsabteilung am Aorten- und GefässZentrum Zürich und medizinischer Co-Direktor bei Endospan, Herzlyia, Israel.
Darüber hinaus hielt Lachat Vorträge bei nationalen und internationalen Kongressen. Er ist Autor bzw. Mitautor von über 400 Publikationen und wurde über 10'000 mal zitiert.
Mario Lachat ist verheiratet und Vater von zwei erwachsenen Töchtern.

## Forschungsgebiete
Obwohl Lachats besonderes Interesse der Herzchirurgie galt, trat die Aorta zunehmend in den Mittelpunkt seiner Forschungen. Lachat gewann die Überzeugung, dass die Aorta als eine Einheit betrachtet werden und von spezialisierten Chirurgen, auch interdisziplinär, ganzheitlich behandelt werden sollte. Als erster in der Schweiz spezialisierte er sich ab 2002 zum Aortenchirurgen, der konventionelle, hybride (teilweise chirurgisch offen, teilweise endovaskulär) oder komplett endovaskuläre Aorteneingriffe durchführte. Die vertiefte Auseinandersetzung mit den jeweiligen Pathologien und des biologischen Zustandes oder Lebenserwartung des Patienten, sowie eine ausgeklügelte Wahl der Behandlungsmöglichkeiten, konnten die Komplikationsraten komplexeren Eingriffen deutlich senken. In dieser Vorgehensweise erlangte Lachat internationale Anerkennung. Insbesondere bei der Behandlung akuter Patienten oder komplexeren Aortenpathologien prägten seine Ergebnisse die internationale Community und verhalf dabei dem Durchbruch neueren und besseren Behandlungsmethoden. Lachat etablierte sich international als Pionier in der Aortenchirurgie. In den Jahren als Chef der Gefässchirurgie am Universitäts-Spital Zürich etablierte er diese visionäre Spezialisierung in der Schweiz. So wurde seine Einheit bereits 2003 in verschiedene Bereiche (Aortenchirurgie, venöse Chirurgie, Tumorchirurgie, cerebrovaskuläre Chirurgie, periphere Gefässchirurgie) mit jeweiligen Verantwortlichen unterteilt. 2018 initiierte Lachat das erste AortenZentrum der Schweiz an der Klinik Hirslanden Zürich.
Pionierarbeit leistete er in Zusammenarbeit mit dem interventionellen Radiologen Thomas Pfammatter im Bereich der endovaskulären Aortenchirurgie in der Schweiz:
- erstmalige endovaskuläre Behandlung eines rupturierten Bauchaortenaneurysmas (1998) in der Schweiz[5][6]
- erstmalige endovaskuläre Behandlung eines rupturierten thorakoabdominalen Aortenaneurysmas (2008) in der Schweiz[7]
- erstmalige fenestrierte Aortenprothesen-Implantation 2004[8]
- erstmalige branched Aortenprothesen-Implantation 3.12.2008[9]
- erstmalige komplett endovaskuläre Behandlung der thorako-abominalen Aorta (2002) und des Aortenbogens (2010)[10]
- Berater und Mitentwickler von verschiedenen endovaskulären Produkten[11][12]
- Off-pump Wrap isoliertes Ascendens aneurysma[13]
- Erfinder der STAT (sutureless Telescoping Anastomosis Technique) / VORTEC[14] (Viabahn Open Revascularisation Technique) Anastomose Technik, die erste Naht-freie Verbindungsmethode, welche sich klinisch in der Herz- und Gefässchirurgie etablierte, sowohl für die Aorta als auch bei peripheren Gefässen.[15] Die Methode verkürzt die Ischämiezeit, verhindert Klemmenläsionen an den Gefässen und reduziert das notwendige Gewebe-Trauma, um die Gefässe für eine Naht-Anastomose vorzubereiten.